# Składy drużyn olimpijskich w piłce siatkowej mężczyzn 1984
Artykuł grupuje składy wszystkich reprezentacji narodowych w piłce siatkowej, które wystąpiły w turnieju siatkówki mężczyzn na Letnich Igrzyskach Olimpijskich w 1984 roku w Los Angeles.

## Składy drużyn
| Numer | Imię i nazwisko   | Rok urodzenia |
| ----- | ----------------- | ------------- |
| 1     | Esteban de Palma  | 1967          |
| 2     | Daniel Castellani | 1961          |
| 3     | Esteban Martínez  | 1961          |
| 4     | Carlos Wagenpfeil | 1957          |
| 5     | Daniel Colla      | 1964          |
| 6     | Alejandro Diz     | 1965          |
| 7     | Hugo Conte        | 1963          |
| 8     | Waldo Cantor      | 1960          |
| 9     | Raúl Quiroga      | 1962          |
| 10    | Jon Uriarte       | 1961          |
| 11    | Alcides Cuminetti | 1960          |
| 12    | Leonardo Wiernes  | 1963          |

| Numer | Imię i nazwisko           | Rok urodzenia |
| ----- | ------------------------- | ------------- |
| 1     | Bernardo Rezende          | 1959          |
| 2     | Oliveira Neto Mário       | 1961          |
| 3     | António Ribeiro           | 1957          |
| 4     | José Montanaro            | 1958          |
| 5     | Rui Campos Nascimento     | 1960          |
| 6     | Renan Dal Zotto           | 1960          |
| 7     | William Carvalho Silva    | 1954          |
| 8     | Amauri Ribeiro            | 1959          |
| 9     | Marcus Vinícius Freire    | 1963          |
| 10    | Domingos Lampariello Neto | 1961          |
| 12    | Bernard Rajzman           | 1957          |
| 14    | Fernando de Ávila         | 1955          |

| Numer | Imię i nazwisko | Rok urodzenia |
| ----- | --------------- | ------------- |
| 1     | Yan Yanming     | 1961          |
| 2     | Song Jinwei     | 1959          |
| 3     | Yu Yuemin       | 1960          |
| 4     | Zhai Jixin      | 1962          |
| 5     | Zhou Yousheng   | 1956          |
| 6     | Yang Liqin      | 1962          |
| 7     | Cao Ping        | 1958          |
| 8     | Shen Keqin      | 1958          |
| 9     | Zuo Yue         | 1963          |
| 10    | Xiao Yinsong    | 1963          |
| 11    | Zhao Duo        | 1963          |
| 12    | Liu Changcheng  | 1964          |

| Numer | Imię i nazwisko      | Rok urodzenia |
| ----- | -------------------- | ------------- |
| 1     | Khaled Abdelrahman   | 1957          |
| 2     | Mahmoud Aboulelelaa  | 1954          |
| 3     | Ahmed Elaskalani     | 1961          |
| 4     | Essam Awad           | 1962          |
| 5     | Essam Ramadan        | 1957          |
| 6     | Gaber Abouzeid       | 1954          |
| 7     | Shabban Eltanawy     | 1959          |
| 8     | Hesham Radwan        | 1955          |
| 9     | Ahmed Elshamouty     | 1962          |
| 10    | Abdelhamed Elwassimy | 1956          |
| 11    | Mohamed Abdelhamed   | 1959          |
| 12    | Ehab Mohamed         | 1957          |

| Numer | Imię i nazwisko     | Rok urodzenia |
| ----- | ------------------- | ------------- |
| 1     | Koshi Sobu          | 1959          |
| 2     | Eiji Shimomura      | 1959          |
| 3     | Kazuya Mitake       | 1951          |
| 4     | Eizaburo Mitsuhashi | 1960          |
| 5     | Hiroaki Okuno       | 1960          |
| 6     | Yasushi Furukawa    | 1961          |
| 7     | Shuji Yamada        | 1956          |
| 8     | Mikiyasu Tanaka     | 1955          |
| 9     | Kimio Sugimoto      | 1957          |
| 10    | Minoru Iwata        | 1957          |
| 11    | Akihiro Iwashima    | 1959          |
| 12    | Shunichi Kawai      | 1963          |

| Numer | Imię i nazwisko | Rok urodzenia |
| ----- | --------------- | ------------- |
| 1     | Glenn Hoag      | 1958          |
| 2     | Terry Danyluk   | 1960          |
| 3     | John Barrett    | 1962          |
| 4     | Dave Jones      | 1959          |
| 5     | Paul Gratton    | 1958          |
| 6     | Allan Coulter   | 1959          |
| 7     | Tom Jones       | 1956          |
| 9     | Don Saxton      | 1956          |
| 10    | Randy Wagner    | 1959          |
| 11    | Alex Ketrzynski | 1960          |
| 12    | Rick Bacon      | 1955          |
| 15    | Garth Pischke   | 1955          |

| Numer | Imię i nazwisko  | Rok urodzenia |
| ----- | ---------------- | ------------- |
| 1     | Lee Joon-kyung   | 1962          |
| 2     | Kang Doo-tae     | 1958          |
| 3     | Chang Yoon-chang | 1960          |
| 4     | Lee Yong-bun     | 1961          |
| 5     | Lee Bum-joo      | 1959          |
| 6     | Yang Ying-wung   | 1964          |
| 7     | Moon Yong-kwan   | 1961          |
| 8     | Yoo Yoong-tak    | 1960          |
| 9     | Kim Cho-chul     | 1955          |
| 10    | No Jin-su        | 1965          |
| 11    | Kang Man-soo     | 1955          |
| 12    | Chung Euy-tak    | 1961          |

| Numer | Imię i nazwisko | Rok urodzenia |
| ----- | --------------- | ------------- |
| 1     | Dusty Dvorak    | 1958          |
| 2     | Dave Saunders   | 1960          |
| 3     | Steve Salmons   | 1958          |
| 4     | Paul Sunderland | 1952          |
| 5     | Rich Duwelius   | 1954          |
| 6     | Steve Timmons   | 1958          |
| 7     | Craig Buck      | 1958          |
| 9     | Marc Waldie     | 1955          |
| 10    | Chris Marlowe   | 1951          |
| 12    | Aldis Berzins   | 1956          |
| 13    | Pat Powers      | 1958          |
| 15    | Karch Kiraly    | 1960          |

| Numer | Imię i nazwisko        | Rok urodzenia |
| ----- | ---------------------- | ------------- |
| 1     | Faycal Laridhi         | 1962          |
| 2     | Mohamed Barsar         | 1961          |
| 3     | Rachid Bousarsar       | 1959          |
| 4     | Gazi Mhiri             | 1961          |
| 5     | Msaddak Lahmar         | 1960          |
| 6     | Mounir Barek           | 1960          |
| 7     | Walid Boulehya         | 1964          |
| 8     | Slim Maherzi           | 1961          |
| 9     | Chebbi Mbarek          | 1964          |
| 10    | Yassine Mezlini        | 1962          |
| 11    | Abdelaziz Ben Abdallah | 1964          |
| 12    | Adel Khechini          | 1964          |

| Numer | Imię i nazwisko      | Rok urodzenia |
| ----- | -------------------- | ------------- |
| 1     | Marco Negri          | 1955          |
| 2     | Pier Paolo Lucchetta | 1963          |
| 3     | Giancarlo Dametto    | 1959          |
| 4     | Franco Bertoli       | 1959          |
| 5     | Francesco Dall'Olio  | 1953          |
| 6     | Piero Rebaudengo     | 1958          |
| 7     | Giovanni Errichiello | 1960          |
| 8     | Guido De Luigi       | 1963          |
| 9     | Fabio Vullo          | 1964          |
| 10    | Giovanni Lanfranco   | 1956          |
| 11    | Paolo Vecchi         | 1959          |
| 12    | Andrea Lucchetta     | 1962          |